# Birem Puntong
Birem Puntong is een bestuurslaag in het regentschap Langsa van de provincie Atjeh, Indonesië. Birem Puntong telt 3494 inwoners (volkstelling 2010).